# Yenagoa
Yenagoa és una LGA de l'estat de Bayelsa, del que és la capital. Està situada al delta del riu Níger, al sud de Nigèria.
Segons el cens del 2006, Yenagoa té una població de 353.344 habitants.
Yenagoa és la capital tradicional dels ijaws, que són el grup humà majoritari de l'estat de Bayelsa. Tot i que la llengua oficial de la ciutat és l'anglès, la llengua més parlada és l'epie.
Des del 1996, quan va esdevenir capital del nou estat de Bayelsa, el fet d'haver esdevingut la seva capital ha accelerat el seu desenvolupament.
A Bayelsa hi ha la seu del club de futbol Bayelsa United FC, que juga a la primera divisió nigeriana l'any 2013.

## Turisme
El llac d'Oxbow és un dels principals atractius turístics naturals de la zona de Yenagoa.
Les festes més destacades de Yenagoa són els festivals de New Yam: el festival okolode, el 5 de juny, celebrat pels ekpetiames; el festival Uge Adiava, celebrat pels atisses el 25 de juny; i el festival Obunem, celebrat pels epies la primera setmana de juliol.